# Xanthoparmelia colensoides
Xanthoparmelia colensoides är en lavart som beskrevs av Elix. Xanthoparmelia colensoides ingår i släktet Xanthoparmelia och familjen Parmeliaceae.   Inga underarter finns listade i Catalogue of Life.